# Harris Manchester College

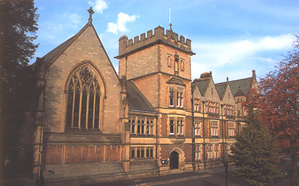
Harris Manchester College (1893).

Harris Manchester College est le plus petit collège de l'université d'Oxford, au Royaume-Uni. Il est mixte, ouvert exclusivement à des étudiants de plus de 21 ans. Il a été fondé en 1786 à Manchester.

## Historique
Héritier de la Warrington Academy, fondée en 1757 à Warrington dans le Cheshire, le collège est fondé en 1786 à Manchester. Il était dirigé à l'origine par les presbytériens et faisait partie des académies qui dispensaient une éducation universitaire aux dissidents et aux non-conformistes  qui ne pouvaient suivre des études à Oxford ou Cambridge, réservés aux seuls anglicans. De 1803 à 1840 il déménagea à York, parce que Charles Wellbeloved, pressenti pour le diriger, ne voulait pas quitter cette ville. Pendant son directorat 235 étudiants, dont la majorité étaient unitariens, fréquentèrent le collège, parmi lesquels James Martineau, William Gaskell, William Turner (en). Lorsque Charles Wellbeloved prit sa retraite, en 1840, le collège retourna à Manchester jusqu'en 1853.
En 1840 le Manchester New College signa une convention avec l'université de Londres, fondée en 1836, pour pouvoir présenter ses étudiants aux examens de Londres et en 1853 se déplaça à Londres, à Gordon Square, Bloomsbury. En 1893 il se déplaça à Oxford, dans les locaux nouvellement construits par Thomas Worthington (1826-1909), un architecte unitarien de Manchester.
En 1990, le collège obtient le statut de permanent private hall au sein de l'Université d'Oxford et en 1996, une charte royale donne à l'institution le statut de collège à part entière.